# النادي الأرثوذكسي (رام الله)
النادي الأرثوذكسي في رام الله نادي رياضي، اجتماعي وثقافي فلسطيني، تأسس في رام الله بـالضفة الغربية المحتلة عام 1968. لعب النادي الأرثوذكسي في رام الله دوراً رئيسياً في تنمية المجتمع المحلي منذ تأسيه ولغاية الآن ويعتبر من المؤسسات الرائدة في مدينة رام الله من حيث النشاطات الاجتماعية والرياضية والثقافية والكشفية.

## الموقع
يقع مقر النادي الأرثوذكسي في وسط مدينة رام الله في بناية عريقة وقديمة على قطعة ارض مساحتها 2,6 دونم. يضم النادي في عضويته حوالي 600 عضو/ة من جميع شرائح المجتمع المحلي في مدينتي رام الله والبيرة.

## الهيئة الإدارية الحالية (2015/2016)

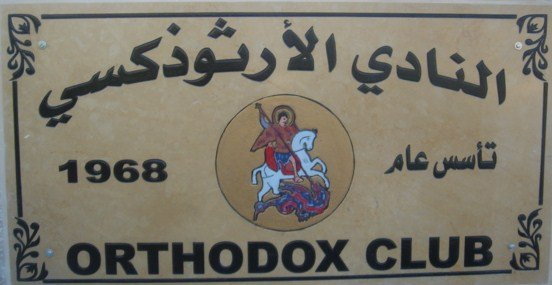
نادي أورثوذكسي رام لله

- د. هاني حصري — رئيس النادي
- جمال كرم - نائب الرئيس
- سناء الفقس — أمين السر
- نقولا خوري — أمين الصندوق
- بسام رنتيسي
- وسام قاحوش
- أمجد حصري
- رمزي المصو
- رامي عازر
- خليل رنتيسي
- صوفي قرط

## كشافة نادي أورثوذكسي رام لله
تأسست الفرقة الكشفية في العام 1993 وما زالت تعمل على خدمة المجتمع والنادي في نشاطتها على أيدي مجموعة من أعضاء النادي. قامت الهيئة الإدارية الحالية بتعيين القائد رمزي المصو كقائد للمجموعة الكشفية التابعة للنادي الأرثوذكسي.
· 
الأخوة المؤسسين لفرقة الكشاف في النادي الأرثوذكسي
محفوظ قاحوش، سليم كركر، ميخائيل فقس، نديم سابا، بسام زكاك، سيمون بحبح، عيسى طنوس، وسام قاحوش والأخوات ليلى ضبيط وغيرهم.
- يضم أعضاء النادي من مختلف الأعمار والتي تشارك دائما في الفعاليات المختلفة التي تقام في مدينة رام الله وخارجها.
- وتشارك في العديد من النشاطات والمخيمات الكشفية وهي عضو في المفوضية الكشفية الفلسطينية.

## النشاط الاجتماعي والثقافي للنادي
*اللجنة الاجتماعية تشرف على تنظيم النشاطات الاجتماعية وتحضير الحفلات التي يقيمها النادي والتي تشكل دعماً مادياً ومعنوياً للنادي كما أنها تنظم إحياء مناسبات الأعياد الدينية والاجتماعية التي يقوم بها النادي.
*اللجنة النشاط النسائي تشترك مع اللجنة الاجتماعية في النشاطات المختلفة وخاصة النشاطات النسائية مع احتفاظها بخصوصية تواصلها لتطوير نشاطات سيدات النادي وفتياته.
*اللجنة الثقافية والفنية تقوم بالتحضير للنشاطات الثقافية من محاضرات متنوعة وندوات وورشات عمل وأفلام فيديو إلى غير ذلك من نشاطات وقد دمجت النشاطات الثقافية والفنية بلجنة واحدة بسبب تلاحمها مع بعض كما أن اللجنة الفنية تشرف على النشاطات الفنية من رقص وغناء وعزف موسيقى لتطوير فرقة فنية شاملة في النادي.
*الرقص الشعبي / الدبكة / الرقص الحديث
تعكف إدارة النادي الأرثوذكسي المتمثلة باللجنة الاجتماعية والثقافية على العمل على إحياء الرقص الشعبي الفلسطيني/الدبكة/الرقص الحديث مع أعضاء النادي. ويشارك النادي بفعاليات الرقص الشعبي في مدينة رام الله وخارجها والمشاركة بعدة ورشات عمل خاصة لتعلم فنون الرقص الحديث والمعاصر للنهوض بهذه الرقصات في النادي وتعليمها للأجسال القادمة.

## مرافق النادي
- المطعم: يقدم المطعم التابع للنادي أفضل وألذ المأكولات الشرقية على أيدي أفضل الطهاة. المطعم على إستعداد لتجهيز المأكولات لجميع المناسبات وحسب الطلب.
- القاعة: القاعة التابعة للنادي تعتبر أحدث وأفضل القاعات في مدينة رام الله. القاعة تستقبل ورشات العمل / الاجتماعات / حفل زفاف وخطوبة / وغيرها...
- ساحة الألعاب: قاعة الألعاب الصيفية والشتوية توفر العديد من الألعاب لجميع أفراد الأسرة مع توفر خدمة الأنترنت اللاسلكي